# Tubipora musica

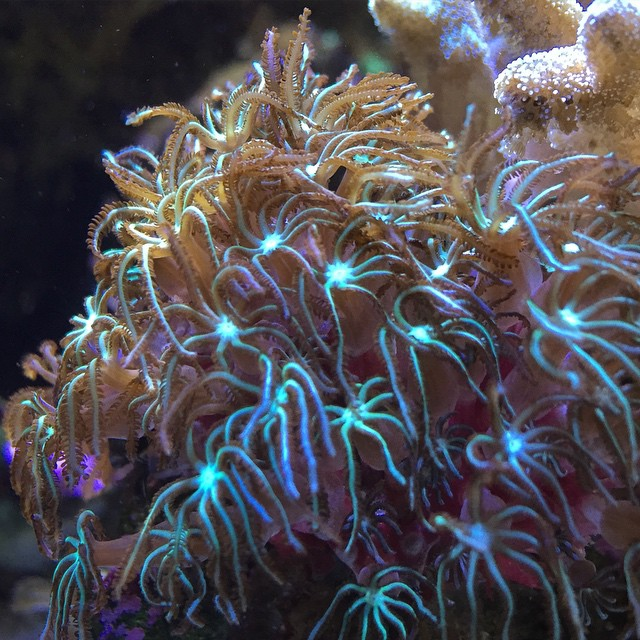
T. musica en acuario con tentáculos más largos de lo usual en su hábitat natural

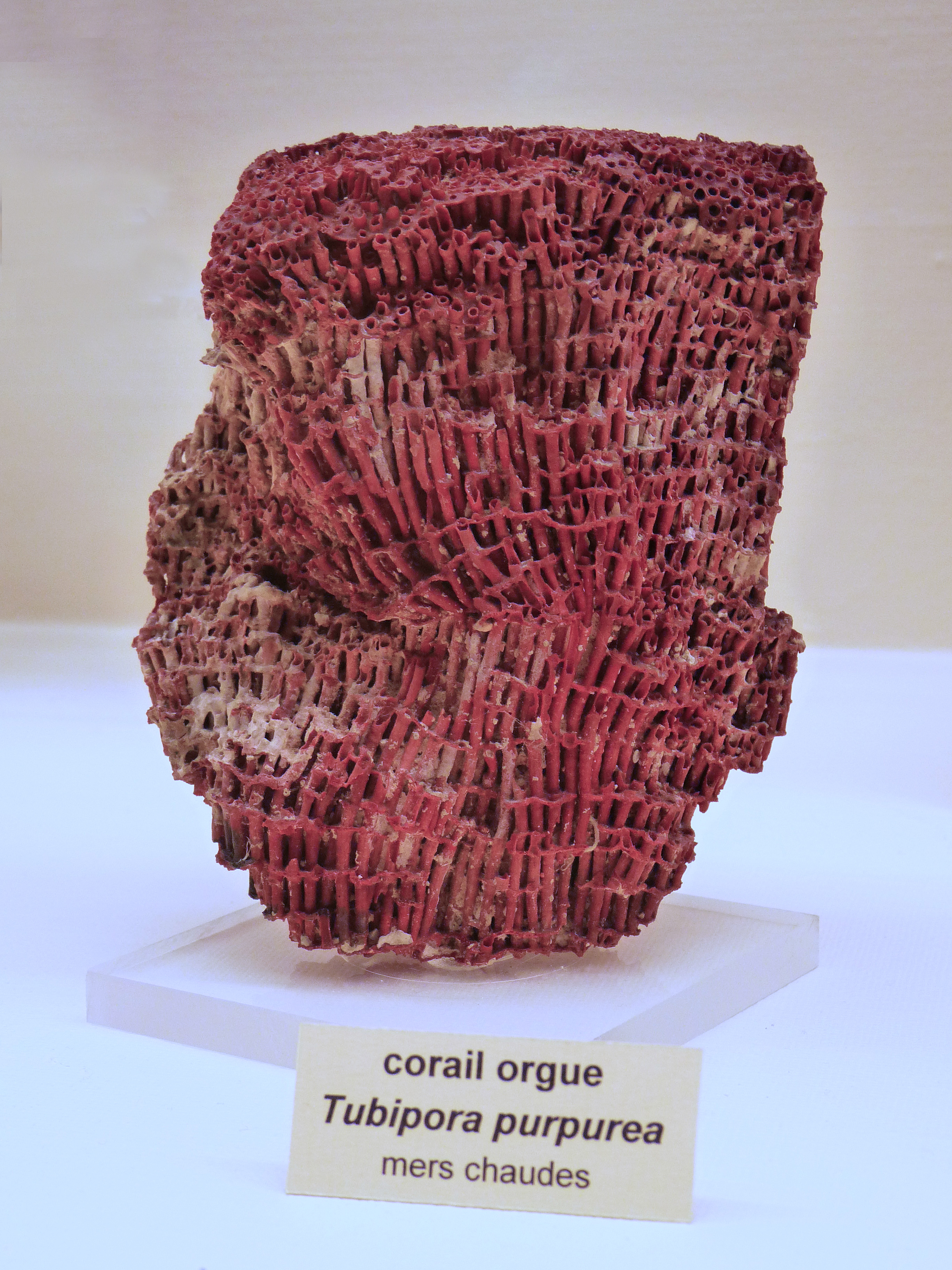
Esqueleto colonial, o corallum, de T. musica (sinonimia T. purpurea) en el Museo Zoológico de Estrasburgo

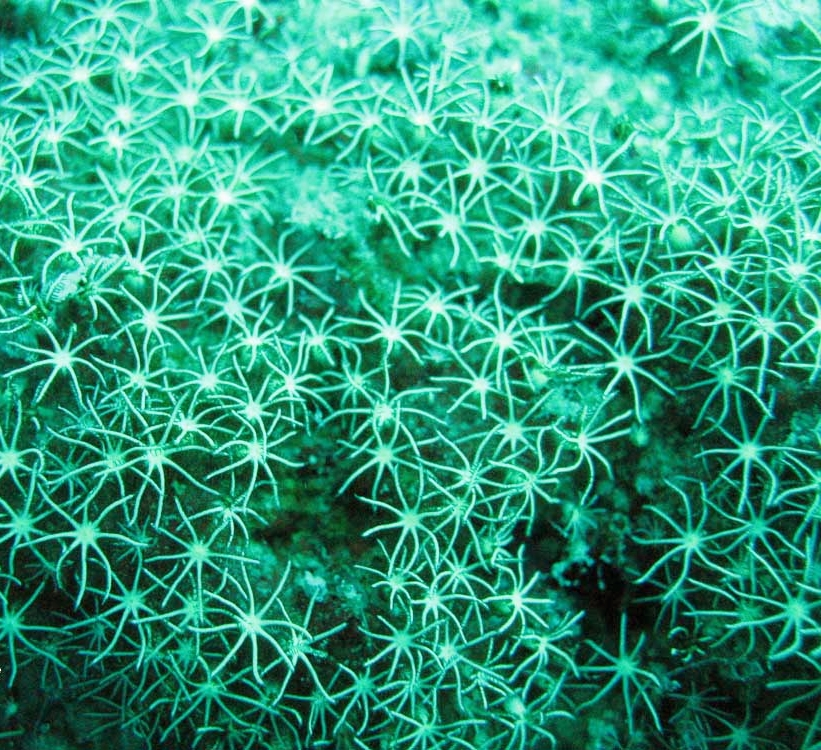
T. musica en Koh Phangan, Tailandia

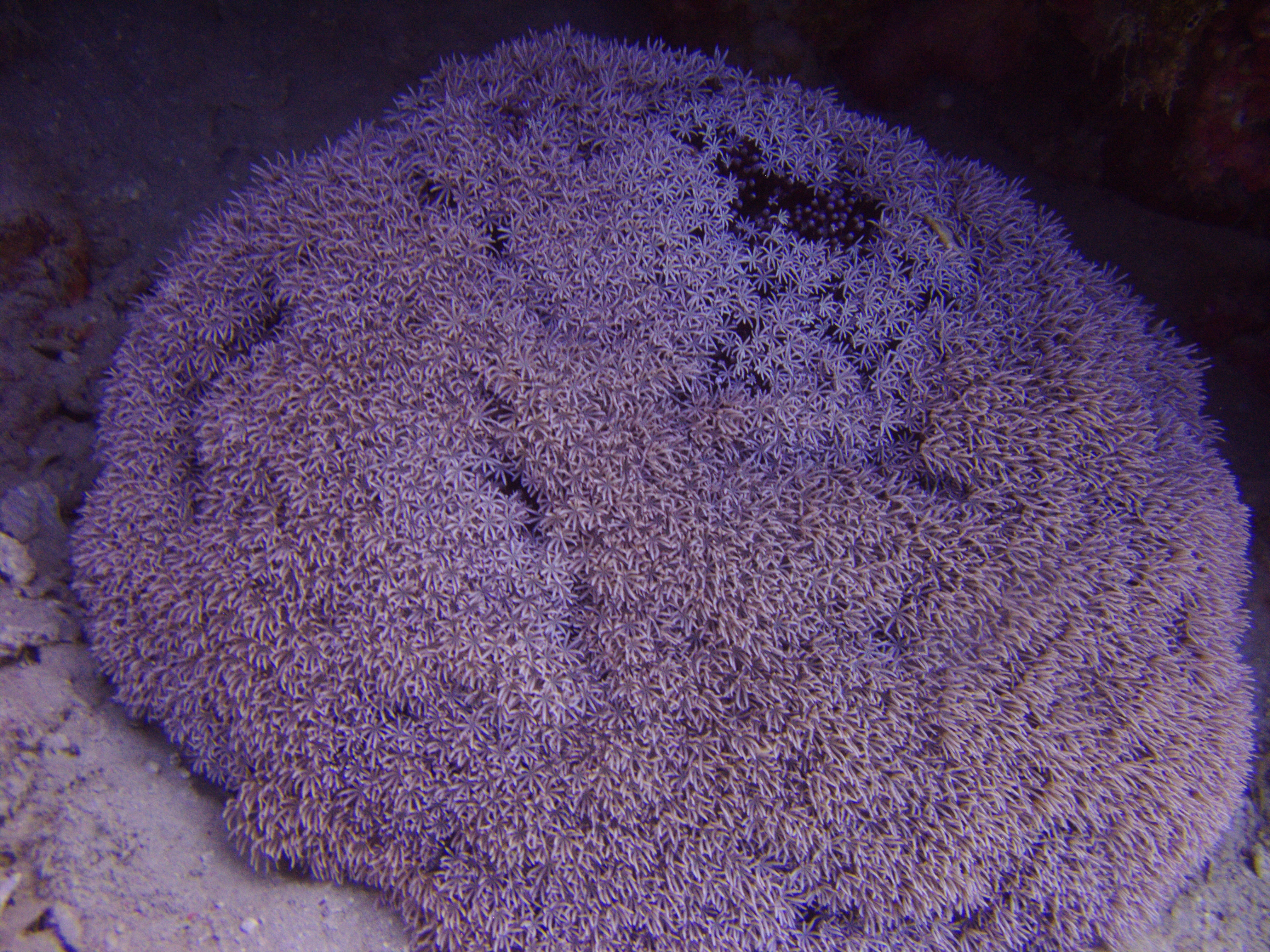
T. musica en Dhahab, Janub Sina', Egipto

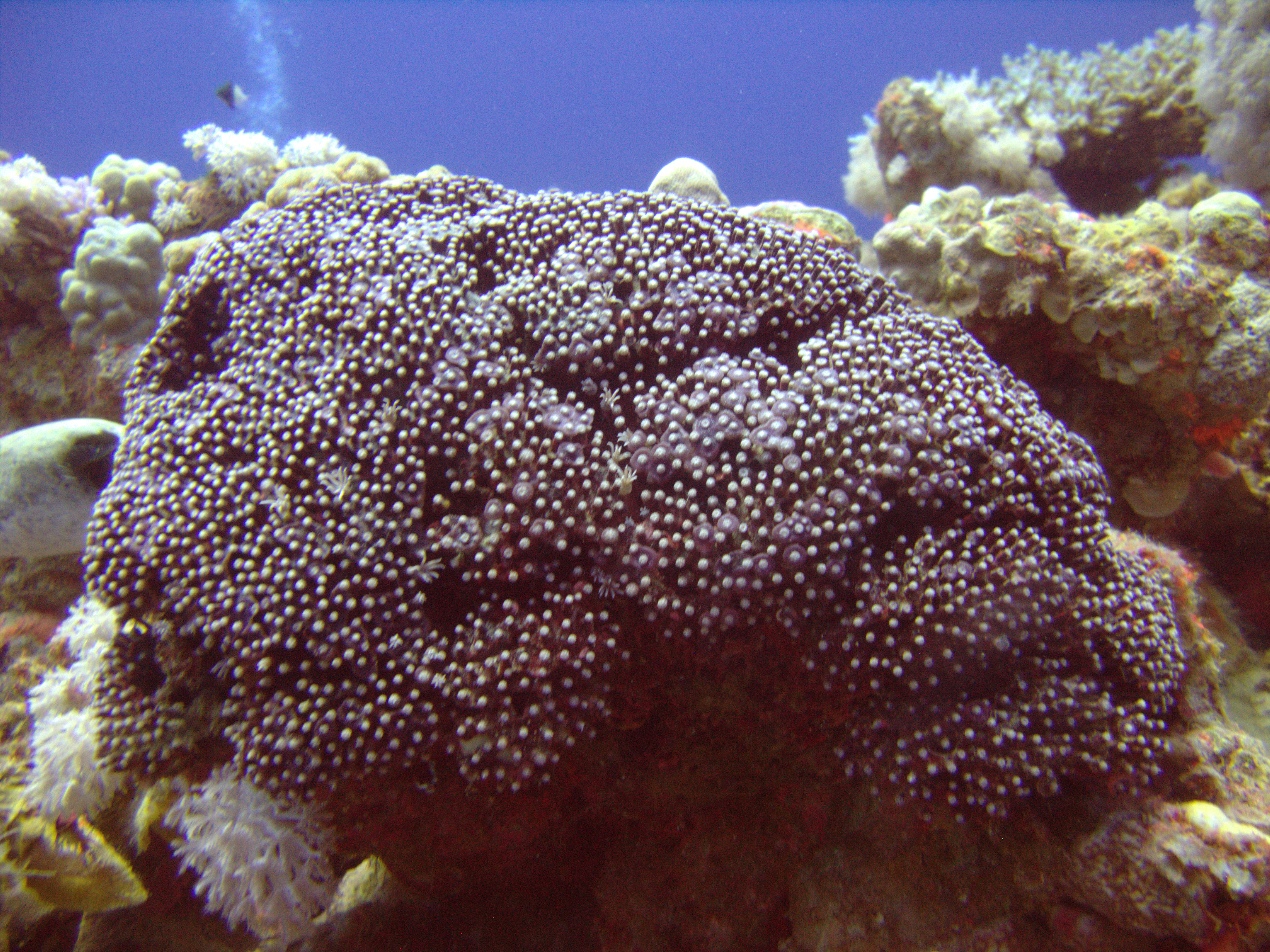
T. musica con la mayoría de pólipos retraídos. Dhahab, Janub Sina', Egipto

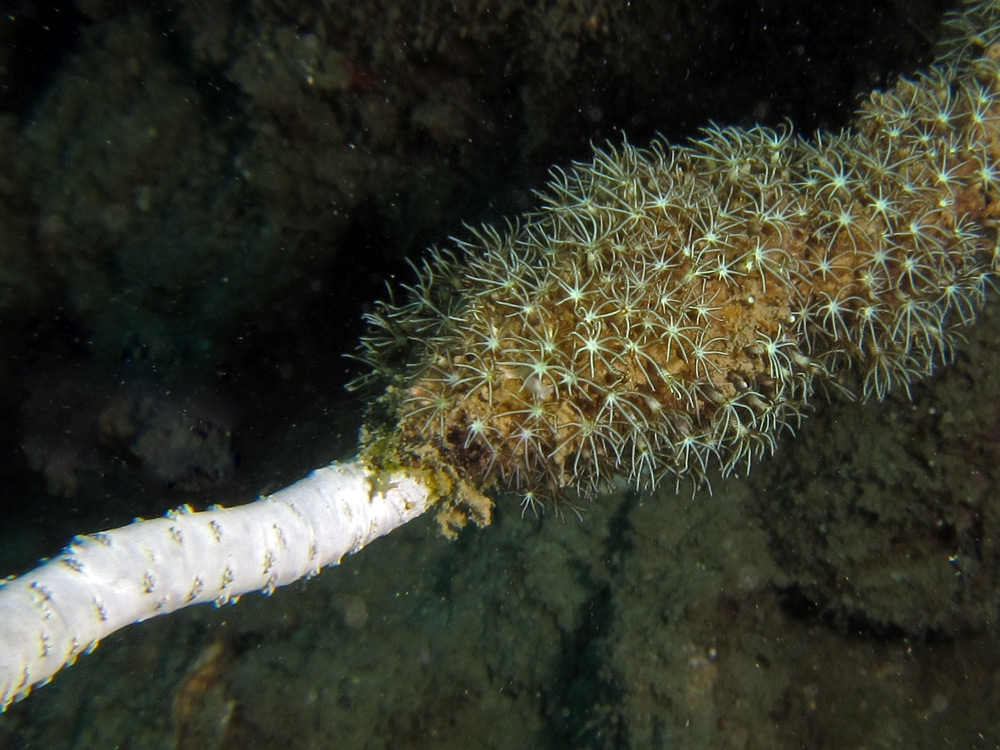
T. musica colonizando un "coral alambre", Cirrhipathes sp, en Koh Phangan, Tailandia

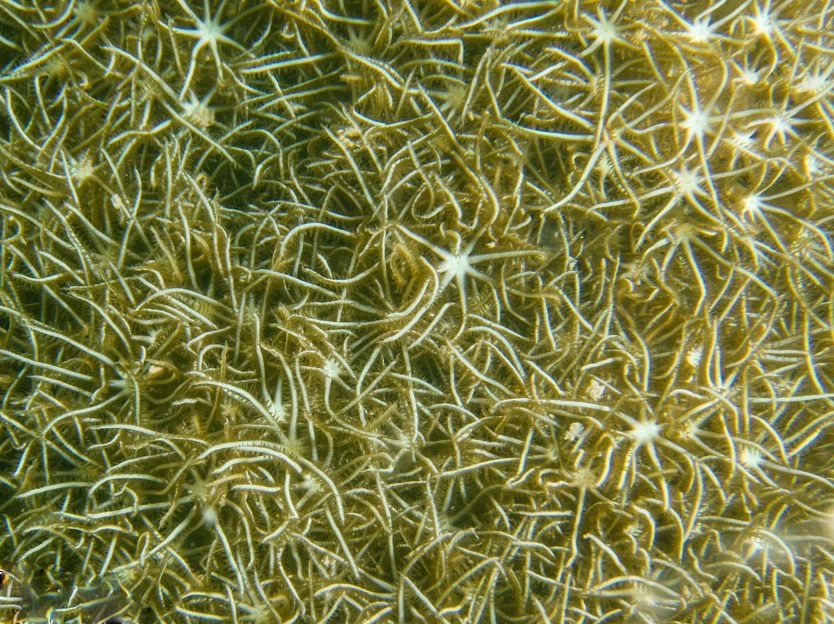
Vista de pólipos de T. musica, Koh Phangan, Tailandia

El coral órgano (Tubipora musica) pertenece a la familia Tubiporidae, en el orden Alcyonacea, de la clase Anthozoa.
Excepción, tanto en el orden, como en la familia, su esqueleto es macizo y está compuesto de carbonato cálcico.
Su nombre común en inglés es "organ pipe coral", coral órgano de tubos, debido al aspecto tubular de los esqueletos de los pólipos, que se presentan alineados en grupos.
Se conoce más la imagen del rojo esqueleto que la del propio animal. Esto se debe a que el esqueleto es apreciado en joyería, lo que unido a su uso por la medicina oriental para curar la disentería, está colocando a esta especie en situación de casi amenazada.

## Morfología
El esqueleto colonial, o coralum, no suele ser visible en el coral vivo, porque está recubierto por los pólipos. Su llamativa estructura caliza, de un color rojo intenso, se oculta con los tentáculos grises de los pólipos. Se trata de una serie de tubos verticales, de 2 mm de diámetro, conectados mediante unas placas laterales formadas por estolones. Los coralitos crecen desde estas placas, no de la ramificación de los coralitos.
Como componente del orden Alcyonaria, sus pólipos tienen ocho tentáculos, y, en su caso, plumulados (plumosos). La corona de tentáculos mide menos de 3 mm de ancho, y pueden ser de color blanco, crema, plata o verde. 
Tamaño: Hasta 1 m de diámetro y 30 cm de alto.

## Hábitat
Habitan los arrecifes de coral, por lo que requieren de aguas oligotróficas (pobres en nutrientes), bien oxigenadas, con baja carga de sedimento, de alta transparencia, y con una temperatura no menor a los 20 °C en su media anual.
Ocurre en las laderas protegidas del arrecife, en un rango de profundidad hasta los 12 m. Usualmente suele encontrarse en aguas soleadas. Se reporta un rango de temperatura entre 24.09 y 28.09 °C.
Es una especie ampliamente distribuida y común en áreas del Indo-Pacífico, sobre pendientes de arrecifes, pero visible discretamente y poco llamativa.

## Distribución geográfica
Su distribución geográfica comprende el Indo-Pacífico, incluido el Mar Rojo. Hasta Vanuatu, islas Marshall y la Gran Barrera de Arrecife australiana. Incluida Äfrica Oriental, Seychelles, Cocos-Keeling, Indonesia, Malasia, Papúa Nueva Guinea y Australia.
Es especie nativa de Arabia Saudí; Australia; Baréin; Bangladés; Birmania; Camboya; Islas Cocos (Keeling); Comoros; Egipto; Emiratos Árabes Unidos; Eritrea; Filipinas; Fiyi; India; Indonesia; Irán; Irak; Israel; Japón; Jordania; Kenia; Kiribati; Kuwait; Madagascar; Malasia; Maldivas; Islas Marshall; Mauritius; Mayotte; Micronesia; Mozambique; Nauru; isla Navidad; Nueva Caledonia; Niue; Omán; Pakistán; Palaos; Papúa Nueva Guinea; Catar; Reunión; Samoa; Samoa Americana; Seychelles; Singapur; Islas Salomón; Somalia; Sudáfrica; Sri Lanka; Sudán; Taiwán; Tanzania; Tailandia; Tokelau; Tonga; Tuvalu; Vanuatu; Vietnam; Wallis y Futuna; Yemen y Yibuti.

## Alimentación
Los pólipos contienen algas simbióticas mutualistas (ambos organismos se benefician de la relación) llamadas zooxantelas. Las algas realizan la fotosíntesis produciendo oxígeno y azúcares, que son aprovechados por los pólipos, y se alimentan de los catabolitos del coral (especialmente fósforo y nitrógeno). Esto les proporciona entre el 70% y el 95% de sus necesidades alimenticias, el resto lo obtienen atrapando plancton y materia orgánica disuelta en el agua.

## Conservación
La tendencia específica de su población a nivel global es desconocida, pero se puede inferir la reducción de su población por la pérdida estimada de su hábitat.
La principal amenaza para su supervivencia es la reducción de arrecifes coralinos en su hábitat, debido a una combinación de amenazas: el blanqueo de coral producido por el aumento de la temperatura del agua, como consecuencia del cambio climático global; los daños en su frágil esqueleto, producidos por los huracanes; y su cosecha para comercialización, tanto como remedio médico, como para el mercado de acuariofilia, el de joyería y el de curiosidades. 
Los números de enfermedades y especies de corales afectadas, así como la distribución de esas enfermedades, se han incrementado todos dramáticamente en las últimas décadas. Las enfermedades epizoóticas coralinas han supuesto la pérdida de la cubierta coralina y están implicadas en el dramático declive de las Acroporas de los Cayos de Florida.
A estas amenazas hay que sumar los daños producidos por el sector pesquero, especialmente la pesca con dinamita o con productos químicos; la polución provocada por el mayor asentamiento de poblaciones humanas en las costas, el turismo, la agricultura, la industria y los transportes.

## Mantenimiento en acuario
Las Tubiporas son de los corales no fáciles de mantener. Necesitan un acuario maduro, con las condiciones estables. Una luz de moderada a alta satisfará a la mayoría de las colonias. Respecto a la corriente, se adapta bien a corrientes suaves o moderadas, siendo totalmente desaconsejada una corriente directa, ya que impedirá que se extiendan sus tentáculos. Por el contrario, la falta de corriente suele provocar problemas de sedimentación y pérdida de pólipos en la colonia.
La aparición de algas filamentosas en la colonia también es una grave amenaza.